# جذر (کرمانشاه)
جزر(به کُردی:گه‌زه‌ر) یک روستا در ایران است که در شهرستان کرمانشاه در استان کرمانشاه ایران واقع شده‌است. جزر ۱۹۶ نفر جمعیت دارد.